# Eupolintoviridae
Die Eupolintoviridae (bis 3. März 2025 Adintoviridae) sind eine Familie von Viren mit Doppelstrang-DNA-Genom.
Die 2021 vom International Committee on Taxonomy of Viruses (ICTV) neu geschaffene Familie ist die einzige (d. h. monotypisch) in der gleichzeitig neu errichteten Ordnung Amphintovirales (bis 3. März 2025 Orthopolintovirales), die wiederum monotypisch in der Klasse Polintoviricetes des Phylums Preplasmiviricota ist.

## Beschreibung und Forschungsgeschichte
Im Jahr 2020 hatten metagenomische Untersuchungen bei Tieren eine neue Gruppe mittelgroßer DNA-Viren aufgedeckt, die ähnliche Merkmale wie die bereits bekannten Viren aus dem Reich Bamfordvirae aufwiesen:
Ihr Genom kodiert ebenfalls für ein Homolog zu bekannten Hauptkapsidproteinen (englisch major capsid proteins, MCPs) mit DJR-Faltung (en. double jelly roll fold-Struktur).
Darüber hinaus kodieren diese Viren neben den Genen für die Typ-B-DNA-Polymerase und eine rve-Integrase (Retrovirus-ähnliche Integrase), wie sie in die in Polintons zu finden sind, sowie für eine Protease für die Reifung der Virionen (Viruspartikel), die denen der Adenoviridae (Adenoviren) ähnelt.
Im Übrigen scheint auch die Entwicklung der Adenoviren (Adenoviridae) und Bidnaviren (Bidnaviridae), sowie von Virophagen (Klasse Virophaviricetes, früher Maveriviricetes) von Polintons ausgegangen zu sein.
Daher hatten Tisza und Kollegen 2020 vorgeschlagen, für die neuen „Eupolintoviren“ (ursprünglich „Adintoviren“) genannten Funde eine neue Klasse mit Namen Polintoviricetes innerhalb des bestehenden Phylums Preplasmiviricota zu schaffen. Das ICTV hat diesen Vorschlag dann 2021 offiziell bestätigt.

## Etymologie
Der Name der neuen Klasse, Polintoviricetes, soll an die anfängliche Identifizierung dieser Viren als Transposons vom Polinton-Typ erinnern; die Endung deutet auf eine Klasse von Viren hin.
Der frühere Name der Familie, Adintoviridae, ist eine Zusammenziehung aus Adenoviridae (da zu den Adenoviren eine gewisse Ähnlichkeit besteht) und Polinton (wegen der Typ-B-DNA-Polymerase, die sie von den Adenoviren unterscheidet).
Der neue Name der Familie, Eupolintoviridae, besteht aus der Vorsilbe ‚Eu-‘, altgriechisch für ‚gut‘, ‚eigentlich‘, ‚im engeren Sinn‘ (sensu stricto), und ‚-polintoviridae‘ bezeichnet eine Familie von Polintoviren, im Gegensatz zur Klasse Polintoviricetes der Polintviren im weiteren Sinn (sensu lato).

## Systematik
Die Analyse des Geninhalts der Adintoviren deutete auf die Existenz zweier Kladen hin, die einen Gattungsrang verdienen. Sie haben in ihren PolB-Proteinen weniger als 40 % Aminosäure-Ähnlichkeit (im Proteom, dem translatierten Genom). Daneben fand sich eine dritte Gruppe, die Resultat einer Chimerisierung (Bildung einer rekombinanten Genoms) zwischen den beiden Kladen bzw. Gattungen sein könnte. Genomkarten finden sich bei Starret, Tisza et al. (2020).
Die nach diesem Vorschlag neu geschaffene Familie enthält damit die beiden folgenden Gattungen, die jeweils eine Art enthalten (die Artnamen der Adintoviren geben die Gattung des Wirtstieres an, mit dem sie zuerst in Verbindung gebracht – „assoziiert“ – wurden); die offenbar chimäre dritte Gruppe ist in diesem Stand noch nicht klassifiziert (Stand Mai/Juni 2024):
Familie: Eupolintoviridae (früher Adintoviridae)
- Gattung: Alphadintovirus
  - Spezies: Alphadintovirus mayetiola mit Mayetiola barley midge adintovirus
- Gattung Betadintovirus
  - Spezies Betadintovirus terrapene mit Terrapene box turtle adintovirus
- ohne Gattungszuordnung: „chimäre Addintoviren“

Das National Center for Biotechnology Information (NCBI) ist derzeit der neuen durch das ICTV vorgegebenen Gliederung noch nicht gefolgt. Die dort gelisteten „Spezies“  sind eher als Virusstämme zu verstehen; insbesondere findet man dort die Referenzstämme der offiziellen Spezies. Weitere Stämme dürften ebenfalls den als Spezies ICTV-bestätigten Kladen zuzuordnen sein, aber auch der bisher noch nicht klassifizierten chimären Klade angehören. Eine Zuordnung zu den Spezies/Kladen (mit weiteren Vertretern) findet sich bei Starret, Tisza et al. (2020). Insgesamt ergibt sich nach diesen Autoren und NCBI mit Stand 15. Juni 2021:
- Gattung Alphadintovirus

- Spezies Alphadintovirus mayetiola mit Mayetiola barley midge adintovirus
- Spezies „Bos-associated insect adintovirus“ (syn. „Bos-associated insect adintovirus 1“)
- Spezies „Bos-associated insect adintovirus 2“
- Spezies „Branchiostoma lancelet adintovirus“
- Spezies „Corynactis coral adintovirus“
- Spezies „Hydra adintovirus“
- Spezies „Ladona dragonfly adintovirus“
- Spezies „Megastigmus wasp adintovirus“
- Spezies „Mytilus Mediterranean mussel adintovirus“
- Spezies „Nephila orb-weaver spider adintovirus“
- Spezies „Orchesella springtail adintovirus“
- Spezies „Parasteatoda house spider adintovirus“
- Spezies „Spodoptera moth adintovirus 1“
- Spezies „Spodoptera moth adintovirus 2“
- Spezies „Stylophora coral adintovirus“
- weitere nicht in der NCBI-Taxonomie gelistete Vertreter:

- Caenorhabditis roundworm adintovirus
- Cotesia braconid wasp bracovirus circle 31
- Diachasma braconid wasp adintovirus
- Olea-associated insect adintovirus 2
- Trichoplusia moth endogenized adintovirus 1
- Trichoplusia moth endogenized adintovirus 2

- Gattung Betadintovirus

- Spezies Betadintovirus terrapene mit Terrapene box turtle adintovirus
- Spezies „Astyanax tetra cavefish adintovirus“
- Spezies „Larimichthys croaker adintovirus“
- Spezies „Pimephales minnow adintovirus“
- Spezies „Rhodactis coral adintovirus“
- Spezies „Spodoptera moth adintovirus 1“
- Spezies „Spodoptera moth adintovirus 2“
- Spezies „Strongylocentrotus sea urchin adintovirus“
- Spezies „Stylophora coral adintovirus“
- weitere nicht in der NCBI-Taxonomie gelistete Vertreter:

- Crocodylus saltwater crocodile endogenized adintovirus
- Eucidaris sea urchin adintovirus
- Human endogenized adintovirus relic (siehe Provirus)
- Olea-associated insect adintovirus 1
- Oncorhynchus salmon adintovirus
- Pinctada pearl oyster adintovirus
- Steinernema roundworm adintovirus

- von beiden Gattungen abweichend/chimär/ohne Zuordnung aus der NCBI-Taxonomie:

- Spezies „Drosophila-associated adintovirus 2“
- Spezies „Drosophila-associated adintovirus 3“
- Spezies „Monosiga MELD virus 1“
- Spezies „Monosiga MELD virus 2“
- ?Spezies „Bovine rumen MELD virus“ mit Isolat  4424
- ?Spezies „Sheep rumen MELD virus“ mit Isolat  2431

Anmerkungen:
- vom ICTV nicht bestätigte (vorgeschlagene) Spezies sind in Anführungszeichen gesetzt
- MELD ist das Akronym für Midsize Eukaryotic Linear dsDNA, eine (per se) nicht-taxonomische Klassifizierung.[7]